# 바이블 블랙
바이블 블랙(Bible Black, バイブルブラック)은 액티브소프트에서 개발하고 2000년 7월 14일에 출시된 에로게 비디오 게임이다. 쇼조 세이는 게임 아트워크, 캐릭터 디자인의 최초 제작자이며 게임의 원본 스크립트를 작성했다. 에로게 헨타이 애니메이션으로 주목할만한 비평을 받았다.
밀키 스튜디오는 이후 이 게임을 여러 성인 애니메이션에 적용했다. 간단히 '바이블 블랙'이라는 제목의 첫 번째 각색판은 비디오 게임의 수많은 장면을 다루는 6개의 에피소드로 구성되었다. 다음 해에는 바이블 블랙 오리진스(Bible Black: Origins)라는 제목의 2부작 OVA가 출시되었으며, 이는 바이블 블랙 사건의 속편이었다. 2004년 4월 밀키 스튜디오는 바이블 블랙이 발생한 지 10년 후 원작 캐릭터의 업적을 따르는 바이블 블랙: 뉴 테스터먼트(Bible Black: New Testament)라는 속편 시리즈를 제작했다. 최신 OVA 각색판인 바이블 블랙 온리(Bible Black Only)는 바이블 블랙의 줄거리에서 다양한 캐릭터에게 일어난 일을 설명하는 외전 이야기로 구성된다.
이 게임은 2006년에 확장된 장면을 갖춘 바이블 블랙 슬림(Bible Black Slim)으로 재출시되었으며, 2008년에는 바이블 블랙 인펙션(Bible Black Infection)이라는 짧은 속편이 출시되었다. 이 게임 중 어느 쪽도 원래 아티스트/작가인 쇼조 세이가 이때까지 액티브소프트를 떠났기 때문에 참여하지 않았다.